# Dwars door Vlaanderen 2018
De 73e editie van de wielerwedstrijd Dwars door Vlaanderen werd gehouden op 28 maart 2018. De start was in Roeselare, de finish in Waregem. De wedstrijd maakte dit jaar deel uit van de UCI World Tour. Yves Lampaert volgde zichzelf op als winnaar.

## Uitslag
| Dwars door Vlaanderen 2018 |                      |                        |          |
| Plaats                     | Naam                 | Ploeg                  | Tijd     |
| Winnaar                    | Yves Lampaert        | Quick-Step Floors      | 4u09'40" |
| 2                          | Mike Teunissen       | Team Sunweb            | + 2"     |
| 3                          | Sep Vanmarcke        | Education First-Drapac | z.t.     |
| 4                          | Edvald Boasson Hagen | Team Dimension Data    | z.t.     |
| 5                          | Mads Pedersen        | Trek-Segafredo         | z.t.     |
| 6                          | Zdeněk Štybar        | Quick-Step Floors      | + 29"    |
| 7                          | Tiesj Benoot         | Lotto Soudal           | z.t.     |
| 8                          | Greg Van Avermaet    | BMC Racing Team        | + 59"    |
| 9                          | Niki Terpstra        | Quick-Step Floors      | z.t.     |
| 10                         | Jasper Stuyven       | Trek-Segafredo         | z.t.     |

## Vrouwen
In 2018 werd voor de zevende keer een vrouwenwedstrijd gehouden, die vanaf 2017 de UCI 1.1-status heeft. Titelverdedigster was de Finse Lotta Lepistö. Zij werd opgevolgd door Ellen van Dijk die solo over de streep kwam.
| Dwars door Vlaanderen 2018 |                      |                    |          |
| Plaats                     | Naam                 | Ploeg              | Tijd     |
| Winnaar                    | Ellen van Dijk       | Team Sunweb        | 3u30'24" |
| 2                          | Amy Pieters          | Boels Dolmans      | + 55"    |
| 3                          | Floortje Mackaij     | Team Sunweb        | z.t.     |
| 4                          | Eugenia Bujak        | BTC City Ljubljana | z.t.     |
| 5                          | Annemiek van Vleuten | Mitchelton-Scott   | z.t.     |
| 6                          | Ashleigh Moolman     | Cervélo-Bigla      | z.t.     |
| 7                          | Małgorzata Jasińska  | Movistar Team      | z.t.     |
| 8                          | Katarzyna Niewiadoma | Canyon-SRAM        | z.t.     |
| 9                          | Susanne Andersen     | Hitec Products     | + 1'47"  |
| 10                         | Amalie Dideriksen    | Boels Dolmans      | z.t.     |
|                            |                      |                    |          |
| 27                         | Ann-Sophie Duyck     | Cervélo-Bigla      | z.t.     |

1945 · 1946 · 1947 · 1948 · 1949 · 1950 · 1951 · 1952 · 1953 · 1954 · 1955 · 1956 · 1957 · 1958 · 1959 · 1960 · 1961 · 1962 · 1963 · 1964 · 1965 · 1966 · 1967 · 1968 · 1969 · 1970 · 1971 · 1972 · 1973 · 1974 · 1975 · 1976 · 1977 · 1978 · 1979 · 1980 · 1981 · 1982 · 1983 · 1984 · 1985 · 1986 · 1987 · 1988 · 1989 · 1990 · 1991 · 1992 · 1993 · 1994 · 1995 · 1996 · 1997 · 1998 · 1999 · 2000 · 2001 · 2002 · 2003 · 2004 · 2005 · 2006 · 2007 · 2008 · 2009 · 2010 · 2011 · 2012 · 2013 · 2014 · 2015 · 2016 · 2017 · 2018 · 2019 · 2020 · 2021 · 2022 · 2023 · 2024

Lijst van beklimmingen
 Tour Down Under ·
 Great Ocean Road Race ·
 Ronde van Abu Dhabi ·
 Omloop Het Nieuwsblad ·
 Strade Bianche ·
 Parijs-Nice · 
 Tirreno-Adriatico · 
 Milaan-San Remo ·
 Ronde van Catalonië ·
 Gent-Wevelgem ·
 Dwars door Vlaanderen ·
 E3 Harelbeke ·
 Ronde van Vlaanderen ·
 Ronde van het Baskenland ·
 Parijs-Roubaix ·
 Amstel Gold Race ·
 Waalse Pijl ·
 Luik-Bastenaken-Luik ·
 Ronde van Romandië ·
 Eschborn-Frankfurt ·
 Ronde van Italië ·
 Ronde van Californië ·
 Critérium du Dauphiné ·
 Ronde van Zwitserland ·
 Ronde van Frankrijk ·
 RideLondon Classic ·
 Clásica San Sebastián ·
 Ronde van Polen ·
  BinckBank Tour ·
 Ronde van Spanje ·
 EuroEyes Cyclassics ·
 Bretagne Classic ·
 GP van Quebec ·
 GP van Montreal ·
 Ronde van Lombardije ·
 Ronde van Turkije ·
 Ronde van Guangxi